# Josip Kovačić
Josip Kovačić (Čakovec, 9. srpnja 1935. – Zagreb, 27. ožujka 2017.), hrvatski povjesničar umjetnosti i kolekcionar, hrvatski pjesnik. Važio je kao veliki poznavatelj grčke mitologije, svjetske književnosti i klasične glazbe.

## Životopis
Rođen je u Čakovcu. U Varaždinu je završio gimnaziju, a završio je i srednju glazbenu školu u kojoj je učio svirati klavir i srednju baletnu školu. Plesao je folklor. 
U Zagrebu diplomirao jugoslavistiku, hrvatski i francuski jezik, magistrirao na temi "Usmena narodna balada na mađarskom i hrvatskom ili srpskom jezičnom području " i doktorirao na temi "Poetika balade i romance na osnovu hrvatsko-srpske i mađarske građe."
Radio kao profesor hrvatskog jezika na učiteljskoj školi u Čakovcu te na IV. gimnaziji u Zagrebu. U gimnaziji je uvježbavao recitatorske skupine i bio redatelj kazališnih predstava. Kao gimnazijski profesor 1980. godine je otišao u mirovinu. Skupljao je djela hrvatskih umjetnika iz razdoblja prijelaza 19. u 20. stoljeće, osobito umjetnica koje su pale u zaborav te dokumentaciju o njima. Gradu Zagrebu 1988. darovao je zbirku Hrvatske slikarice rođene u 19. stoljeću. Dijelove zbirke izlagao je diljem Hrvatske.
Pisao je pjesme u duhu parnasovaca.